# 盛氏兄弟故居
盛氏兄弟故居，位于江苏省扬州市仪征市真州镇工农南路29号，紧邻仪征天宁寺塔，是一处仪征市文物保护单位。

## 历史
盛氏兄弟故居为辛亥革命风云人物、世界文化名人盛延祺（盛白沙，1894-1923年）盛延禧（盛成，1899－1996年）、盛延武（1905—1942年）三兄弟少时的居住地，建于1885年。

## 建筑
故居原为两进三院，现存后进三间两厢及书房，建筑面积230平方米。2010年故居修缮，保留晚清建筑风格。

## 保护
2009年6月，盛氏兄弟故居公布为第二批仪征市文物保护单位。